# Троянівська волость (Житомирський повіт)
Троянівська волость — історична адміністративно-територіальна одиниця Житомирського повіту Волинської губернії з центром у містечку Троянів.
Станом на 1885 рік складалася з 23 поселень, 28 сільських громад. Населення — 11825 осіб (5834 чоловічої статі та 5991 — жіночої), 816 дворових господарств.
|                     | Площа, десятин | У тому числі орної, дес. |
| ------------------- | -------------- | ------------------------ |
| Сільських громад    | 7944           | 3817                     |
| Приватної власності | 34079          | 3255                     |
| Казенної власності  | 14255          | 24                       |
| Іншої власності     | 682            | 258                      |
| Загалом             | 56960          | 7354                     |

Основні поселення волості:
- Троянів — колишнє власницьке містечко при річці Гнилоп'ять за 20 верст від повітового міста, 2171 особа, 264 двори, 2 православні церкви, костел, 2 синагоги, школа, постоялий будинок, лавка, базар, кузня, 2 водяних млини. За 2, 12, 15, 20 верст — смоляні заводи. За 15 верст — поштова станція Корчак. За 15 верст — Тригірський чоловічий монастир з 3 православними церквами, ярмарок. За 25 верст — гончарний завод. За 25 верст — залізоробний завод Рудня-Старошийка. За 24 версти — пивоварний завод. За 24 верст — поштова станція Березівська
- Барашівка — колишнє власницьке село при річці Лісовій, 287 осіб, 22 двори, православна церква, постоялий будинок.
- Березівка — колишнє власницьке село, 112 осіб, 17 дворів, етапний будинок, постоялий будинок.
- Волиця — колишнє власницьке село, 470 осіб, 56 дворів, постоялий будинок, винокурний завод.
- Висока Піч — колишнє власницьке село при річці Тетерів, 47 осіб, 6 дворів, поштова станція, постоялий двір, постоялий будинок, водяний млин, чавуноливарний завод.
- Дениші — колишнє власницьке село при річці Тетерів, 220 осіб, 33 двори, православна церква, постоялий будинок, лавка, цегельний, чавуноливарний і залізоробний завод з копальнею.
- Залізня — колишнє власницьке село при річці Гнилоп'ять, 152 особи, 19 дворів, каплиця старообрядців, постоялий будинок, водяний млин.
- Сінгурів — колишнє власницьке село при струмкові, 648 осіб, 85 дворів, православна церква, постоялий будинок, лавка, кузня.
- Чорнодуб.
- Шумськ — колишнє власницьке село при річці Гнилоп'ять, 850 осіб, 111 дворів, православна церква, постоялий будинок, водяний млин.